# Aleš Uhlíř
JUDr. Aleš Uhlíř (* 2. října 1951 Svinov) je český právník, publicista a fotograf.

## Životopis
V roce 1970 maturoval na Střední všeobecně vzdělávací škole v Ostravě-Porubě (dnes Wichterlovo gymnázium). V letech 1970-1975 studoval práva na Univerzitě J. E. Purkyně v Brně (dnes Masarykova univerzita). V roce 1977 získal rigorózum z občanského práva. Poté působil 25 let jako právník v průmyslových podnicích, z toho 20 let ve Vítkovických železárnách. Od roku 2000 do roku 2017 vykonával advokacii jako samostatný advokát se sídlem ve Frýdku-Místku.

## Dílo
Články v odborném právnickém tisku (Právní rádce, Obchodní právo, Personální a sociálněprávní kartotéka, Bulletin advokacie aj.), muzejních sbornících (Sborník bruntálského muzea, Vlastivědný sborník Novojičínska) a odkazy v ASPI. Publicistika (Britské listy, Neviditelný pes aj.) a próza (Obrys-Kmen,  LUK: Literatura. Umění. Kultura aj.). Více než 400 článků vyšlo v internetových médiích, přes 250 v tištěných časopisech, sbornících a denním tisku. 
Věnuje se také fotografii (tři samostatné výstavy - 1991 výstavní síň FOMA Ostrava, 1992 J Klub Frýdek-Místek, 1993 Zámek Bruntál). Jeho fotografie jsou součástí stálé expozice Slezskoostravské galerie v Ostravě. Je autorem knižní publikace Imaginationes con photographias (Servicio de Libros UMI, Holandsko 1994, ISBN 90-71196-36-4).
Publikoval v elektronickém informačním zpravodaji SOUVKY PLUS (ten také spoluredigoval) určeném pro zájemce o ledovcové souvky v moravskoslezské oblasti, který vycházel (13 čísel) v letech 2018-2022. 
Od roku 2015 sedmnáct publikací v německém odborném geologickém časopise Geschiebekunde aktuell specializovaném na kvartérní geologii související s kontinentálním zaledněním, vydávaném německou vědeckou Společností pro výzkum souvků (Gesellschaft für Geschiebekunde e. V., Hamburg).
Nejen na ledovcové souvky se zaměřují webové stránky, které založil v roce 2015.